# Khalid Al-Ghannam
Khalid Al-Ghannam (in arabo خالد الغنام‎?; 7 novembre 2000) è un calciatore saudita, attaccante dell'Al-Ettifaq.

## Carriera

### Club
Ha giocato nella prima divisione saudita.

### Nazionale
Con la nazionale Under-20 saudita ha preso parte al campionato mondiale di calcio Under-20 2019.
Ha partecipato ai Giochi Olimpici di Tokyo.

## Palmarès

### Club

#### Competizioni nazionali
- Supercoppa saudita: 1

Al Nassr: 2020

#### Competizioni internazionali
- Coppa dei Campioni araba per club: 1

Al-Nassr: 2023

### Nazionale
- Coppa d'Asia Under-19: 1

2018